# Neotinea maculata
Il satirione macchiato (Neotinea maculata (Desf.) Stearn, 1975)  è una pianta appartenente alla famiglia delle Orchidacee.
L'epiteto specifico deriva dal latino maculatus = macchiato, riferito alle foglie basali macchiate.

## Descrizione

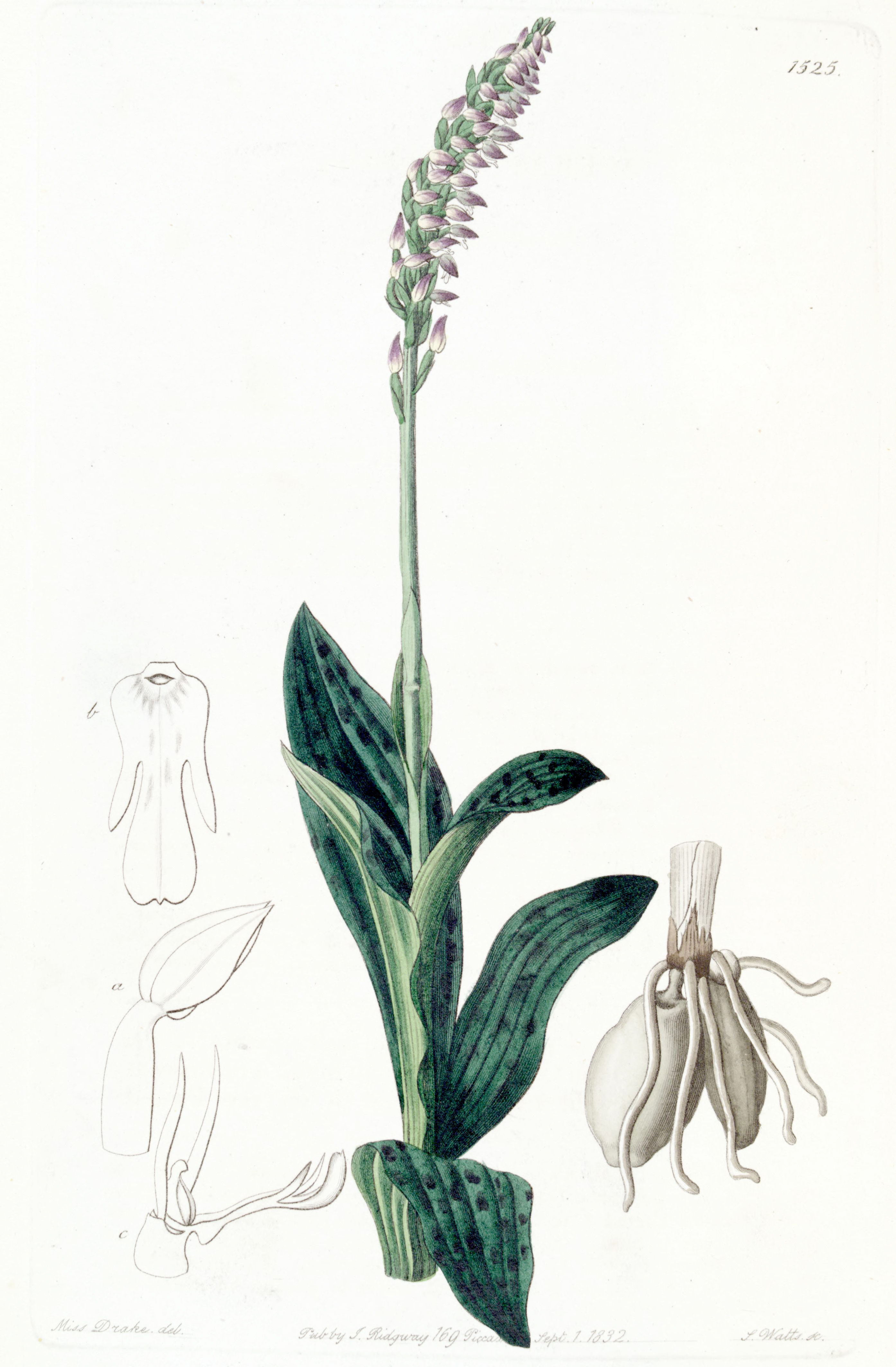

È una pianta erbacea geofita bulbosa, con fusto alto 10–30 cm e foglie basali ovato-lanceolate, spesso maculate  di bruno o violetto.

L'infiorescenza è cilindrica  con piccoli fiori di colore bianco-rosato e lievemente profumati di vaniglia.

Le brattee, più corte dell'ovario, sono lanceolate e biancastre, percorse da una venatura porporina.
 
Il labello è trilobo, con lobi laterali lineari e più corti del lobo mediano che si presenta bifido e di colore biancastro, talora con macchie rosa-porpora.

Lo sperone è sacciforme e molto corto (meno di 2 mm).
Periodo di fioritura: marzo-maggio.
Numero cromosomico: 2n = 42

## Biologia
La riproduzione di questa specie avviene esclusivamente per autogamia

## Distribuzione e habitat
Specie a distribuzione steno-mediterranea, diffusa in Macaronesia e dal Nord Africa e dalla penisola iberica sino all'Asia minore. In Italia è presente in quasi tutta la penisola (tranne le regioni più settentrionali) e nelle isole maggiori.
Cresce nei cespuglieti, nelle garighe, nei boschi aperti, fino a 1600 m di altitudine.